# ヴォーバン級装甲艦
ヴォーバン級装甲艦（仏: La Classe Vauban Cuirassé à coque en fer Class） は、フランス海軍が建造した装甲艦の艦級である。フランス海軍では二等装甲蒸気フリゲートと分類していた。

## 概要
本艦は前級である「バヤール級」の改良型であるが、本級は二等装甲艦でありながら主砲は全て旋回式のバーベットに配置される砲塔装甲艦となった。

## 同型艦
ヴォーバン
1878年にロシュフォール海軍造船所にて起工、1883年進水、1886年竣工、1904年除籍後、解体業者に売却。
デュゲクラン
1878年にシェルブール造船所にて起工、1882年10月進水、1885年竣工、1905年除籍後、解体業者に売却。

## 参考図書
- 「世界の艦船増刊　フランス戦艦史」（海人社）
- 「Conway All The World's Fightingships 1860-1905」（Conway）